# Pryteria costata
Pryteria costata är en fjärilsart som beskrevs av Heinrich Benno Möschler 1882. Pryteria costata ingår i släktet Pryteria och familjen björnspinnare. Inga underarter finns listade i Catalogue of Life.